# 721 (numero)
Settecentoventuno (721) è il numero naturale dopo il 720 e prima del 722.

## Proprietà matematiche
- È un numero dispari.
- È un numero composto con 4 divisori: 1, 7, 103, 721. Poiché la somma dei suoi divisori (escluso il numero stesso) è 111 < 721 è un numero difettivo.
- È un numero semiprimo.
- È un numero palindromo nel sistema di numerazione posizionale a base 20 (1G1) e in quello a base 24 (161).
- È parte delle terne pitagoriche (721, 2472, 2575), (721, 5280, 5329), (721, 37128, 37135), (721, 259920, 259921).
- È un numero intero privo di quadrati.
- È un numero esagonale centrato.
- È un numero congruente.

## Astronomia
- 721 Tabora è un asteroide della fascia principale del sistema solare.
- NGC 721 è una galassia spirale della costellazione di Andromeda.

## Astronautica
- Cosmos 721 è un satellite artificiale russo.